# Villa de Leyva
Villa de Leyva, també anomenada Villa de Leiva, és una ciutat i municipi turístic colonial, a la província de Ricaurte, departament de Boyacá de Colòmbia. La ciutat és Patrimoni Nacional de Colòmbia i està a la llista provisional de Patrimoni de la Humanitat per la UNESCO. Villa de Leyva es troba a 37 km a l'oest de la capital del departament, Tunja. És a unes tres hores en automòbil des de Bogotà.
Situada en una vall alta de terreny semidesèrtic lluny de les principals rutes comercials, i sense jaciments minerals propers per explotar, la ciutat ha experimentat poc desenvolupament en els últims 400 anys. Com a conseqüència, és una de les poques ciutats de Colòmbia que ha conservat gran part del seu estil i arquitectura colonial originals: els carrers i la gran plaça central encara estan empedrats amb llambordes, i molts edificis daten del segle XVI. Va ser declarada Monument Nacional el 17 de desembre de 1954 per preservar la seva arquitectura i ara Villa de Leyva és una de les principals atraccions turístiques de Colòmbia. La ciutat i els seus voltants, que conté diversos llocs d'interès, són destinacions populars de cap de setmana per als ciutadans de Bogotà i atrauen un nombre creixent de turistes estrangers.
Gràcies a les seves temperatures fredes, clima sec i sòl ric, Villa de Leyva s'ha establert recentment com una regió vitivinícola, amb l'aparició de diversos cellers de qualitat als voltants de la ciutat.

## Geografia
El centre urbà de Villa de Leyva es troba en una vall intermontana en l'Altiplà Cundiboyacense a 2.149 metres.

## Història
La zona de Vila de Leyva va ser habitada aviat en l'Altiplà Cundiboyacense. La primera evidència arqueològica ha estat sorgida al voltant de l'Infiernito, un lloc arqueològic que es remunta a temps anteriors a la cultura Herrera (segle IV aC). Els muisques eren els habitants de la zona en el moment de la conquesta espanyola i el zaco d'Hunza governava sobre la zona de Villa de Leyva.
La ciutat va ser fundada el 12 de juny de 1572 per i amb el nom del primer president de Nova Granada, Andrés Díaz Venero de Leiva.

## Art i cultura
Hi ha diversos festivals celebrats al llarg de l'any, incloent-hi un festival gastronòmic al novembre, el festival d'aigua, el festival d'arbres, el Festival de Jazz Vila de Leyva al juliol, el Festival Internacional de Vol de Kís a l'agost, el concurs de bellesa de ceba a l'octubre i el Festival de Llums el 7 de desembre. També hi ha diversos esdeveniments musicals, de pintura i de teatre disponibles durant tot l'any. Com a destinació gastronòmica, els restaurants tendeixen a tenir bandes de música en viu o cantants. També hi ha narradors agradables que s'exerceixen setmanalment en la plaça principal per l'entreteniment dels vianants o turistes habituals.

## Turisme
El centre d'atenció de la ciutat és la Plaça Major, que a 14.000 metres quadrats és la plaça més gran de Colòmbia i es creu que és la plaça més gran totalment dessagnada xx de Sud-amèrica.
El fill més famós de la ciutat és Antonio Ricaurte (1797–1814), capità de l'exèrcit de Simón Bolívar que va lluitar per la independència, i que va morir en un acte d'autosacrifici a San Mateo en el que ara és Veneçuela. La casa en la qual va néixer, en la Placeta de San Agustín, va ser adquirida per la Força Aèria de Colòmbia en 1977 i convertida en un museu militar.
Vila de Leyva també ha albergat altres dues figures ben conegudes de la història colombiana. Antonio Nariño, conegut per traduir Els drets de l'home a l'espanyol i líder defensor de la independència colombiana, va viure els últims anys de la seva vida i va morir a Villa de Leyva. Luis Alberto Acuña (1904 – 1993), un dels artistes colombians més importants del segle xx, també va passar els seus últims anys en la ciutat. Les cases de tots dos homes són ara museus que contenen les seves propietats personals, i en el cas d'Acuña, una selecció de les seves obres, incloent-hi dos murals en les parets del pati intern.
La Casa del Primer Congrés, on es va reunir el Primer Congrés de les Províncies Unides de Nueva Granada el 4 d'octubre de 1812, es troba a l'angle nord de la plaça principal. Actualment és la seu del consistori municipal.
Uns quants quilòmetres més a l'oest hi ha un observatori d'Astronomia de Muisca, fet de pedres fàl·liques, anomenat col·loquialment El Infiernito, ja que els conqueridors espanyols es van horroritzar per les pedres i van proclamar que els muisques serien desterrats a l'infern per les seves representacions obscenes.
Al nord-est de Villa de Leyva, el terreny s'eleva en un bosc de núvols i inclou el parc nacional d'Iguaque, i un grup de set cascades anomenades col·lectivament La Periquera, a 15 km del centre de la ciutat.
Villa de Leyva va ser nomenada Pueblo Patrimonio de Colòmbia l'any 2010. Va ser entre els 11 municipis de tot el país que van ser seleccionats per formar part de la Red Turística de Pueblos Patrimonio.

## Galeria

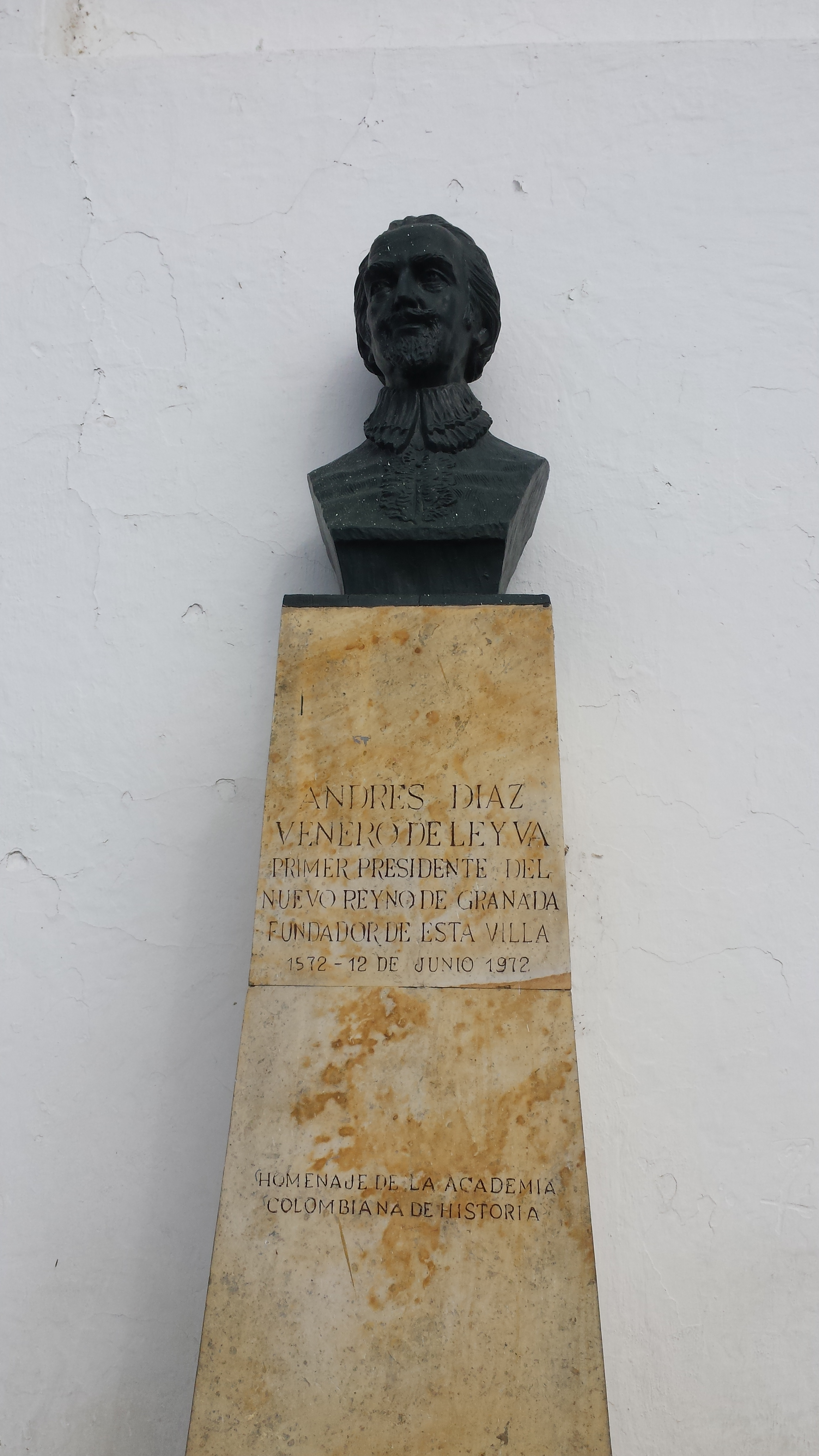
Estàtua d'Andrés Diaz Venero de Leyva
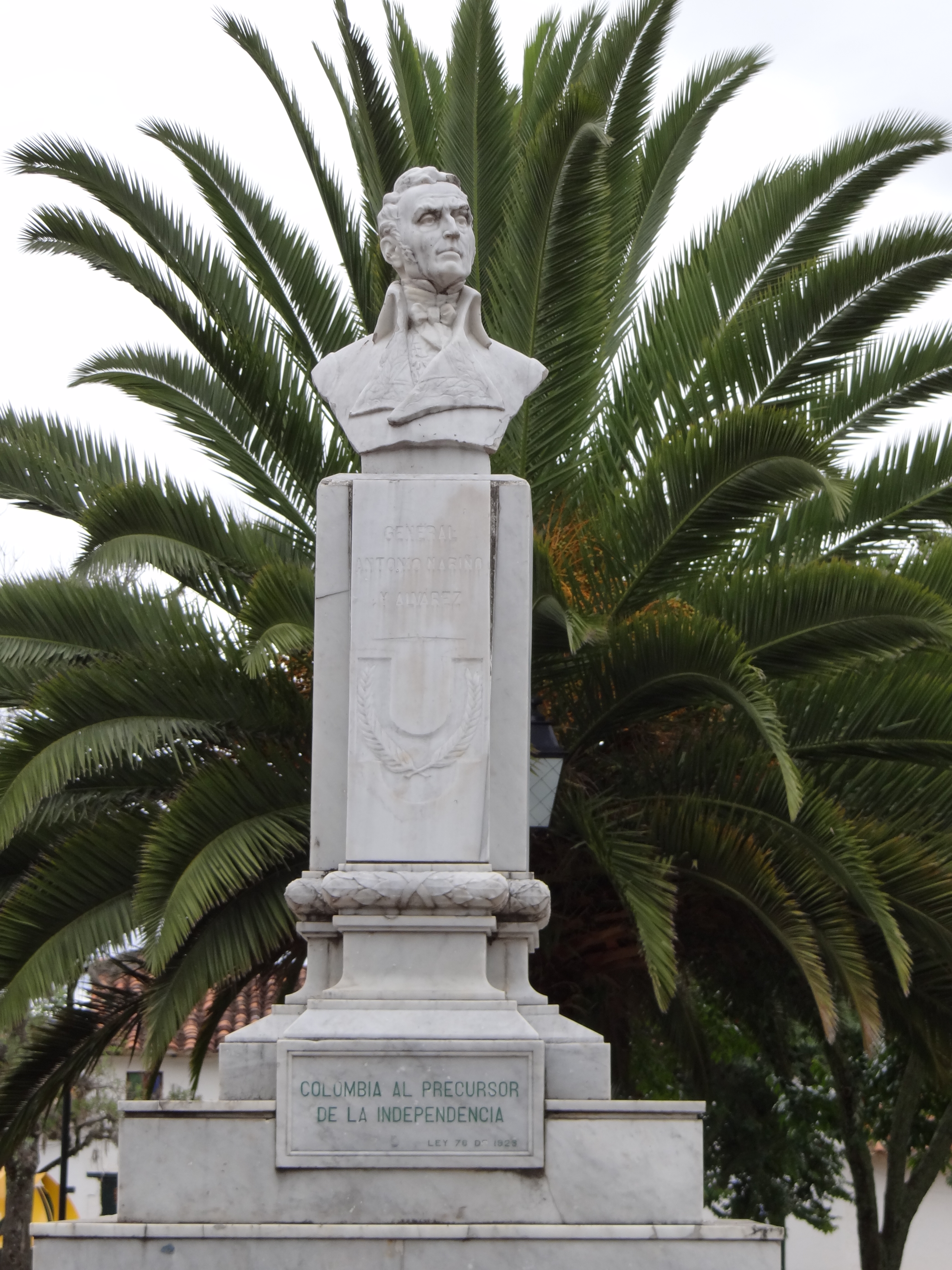
Estàtua d'Antonio Nariño
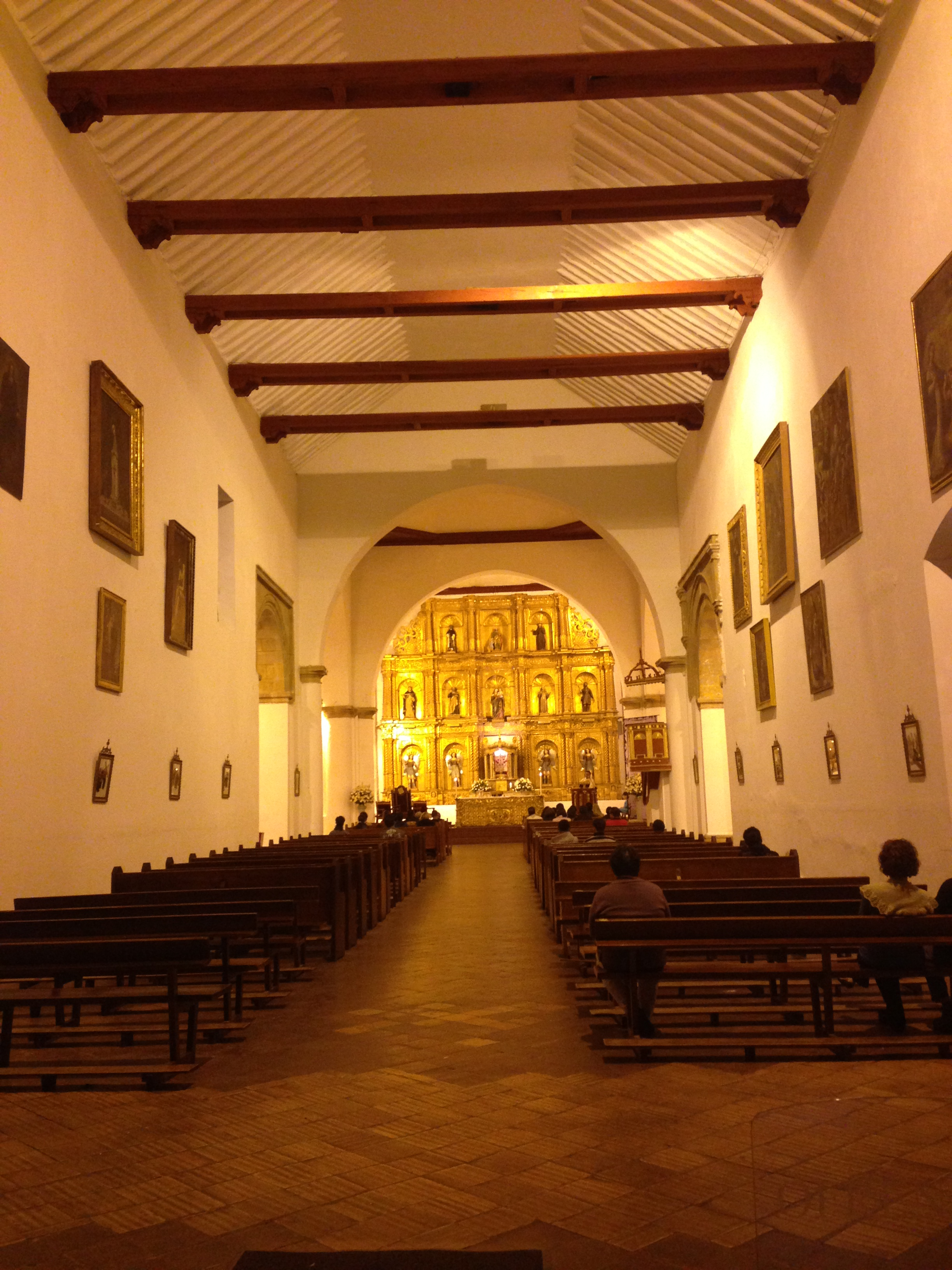
interior església
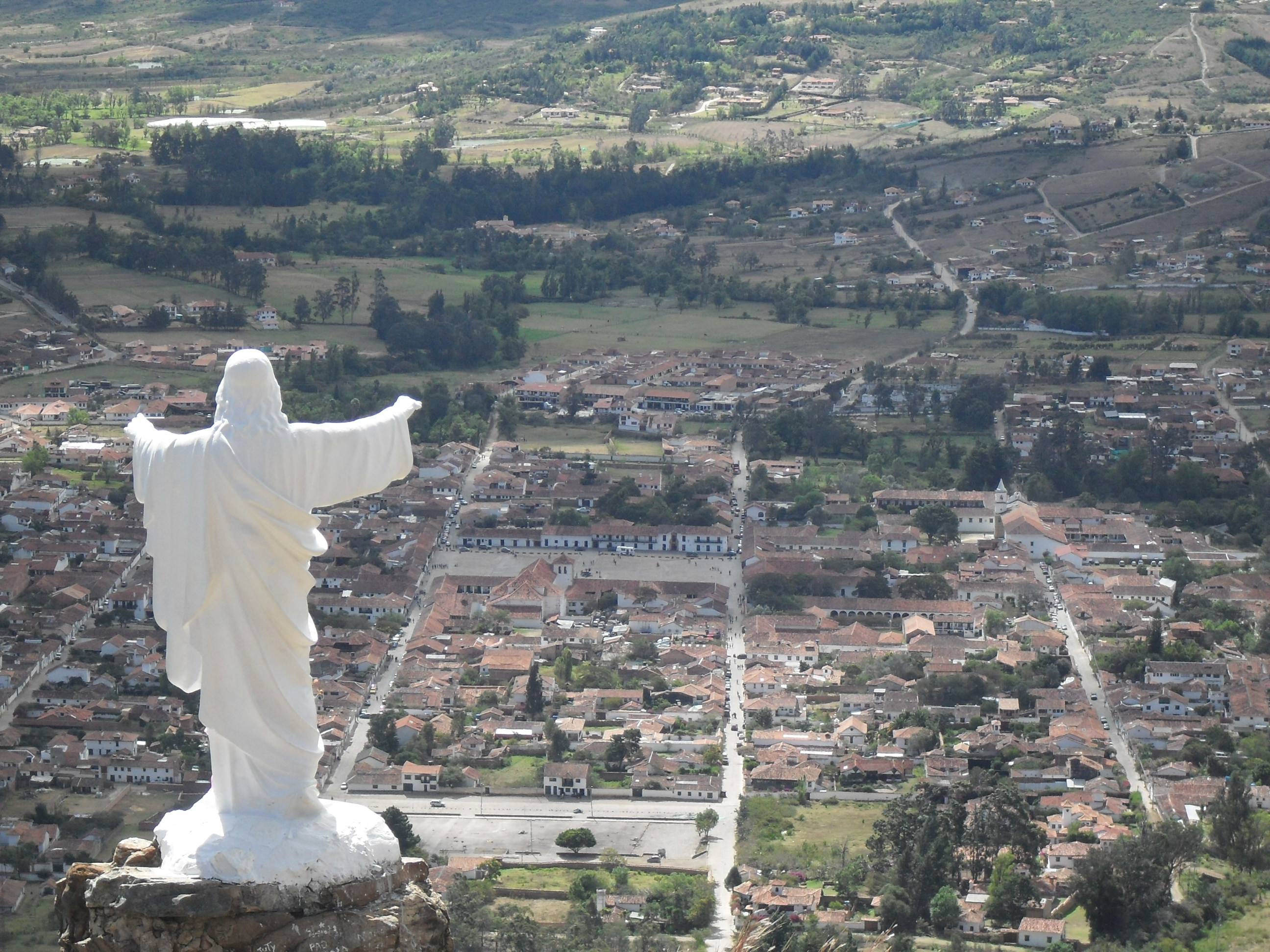
Estàtua de Jesucrist a Villa de Leyva
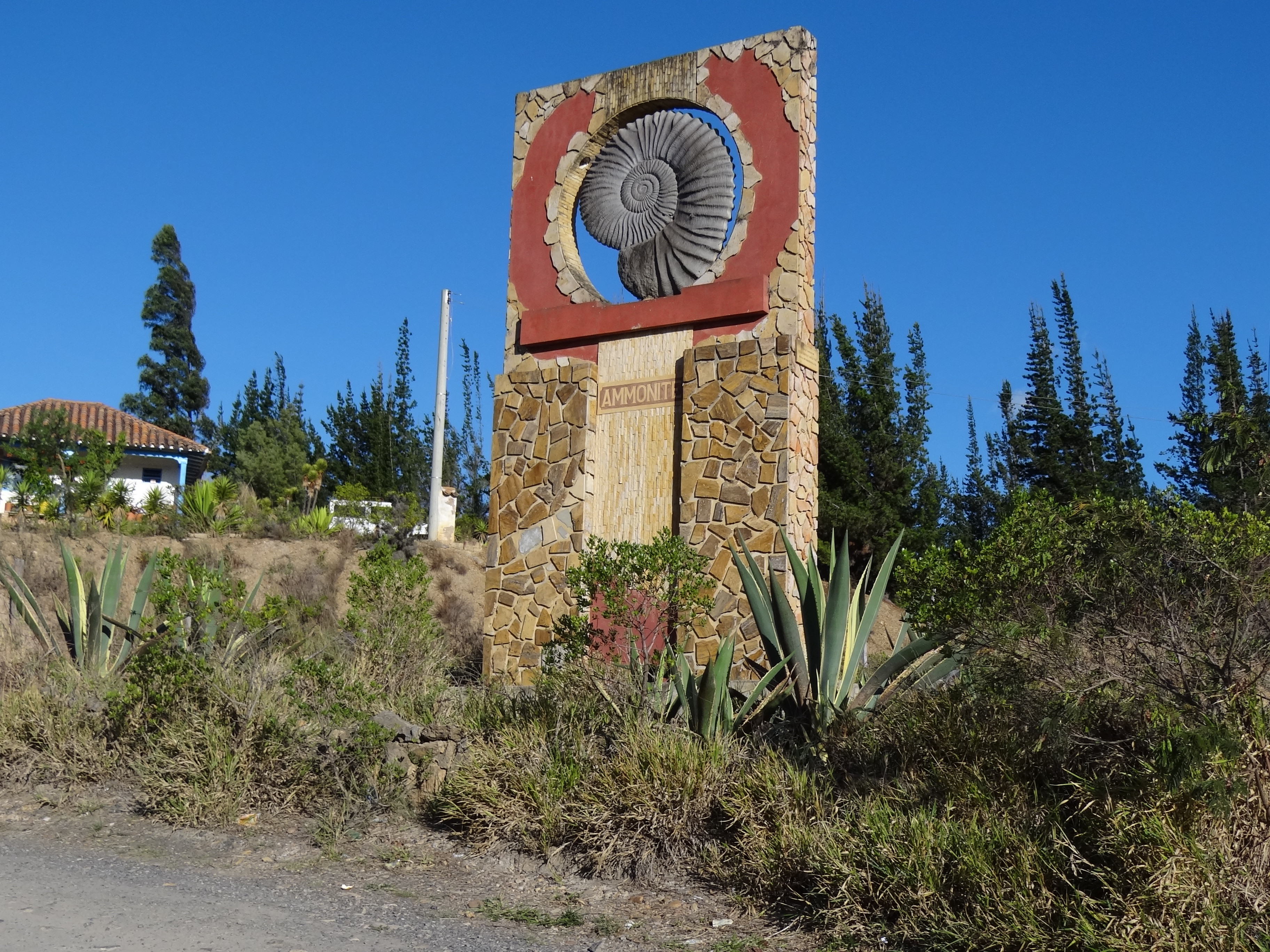
Monument amonita a Villa de Leyva